# Mountainbike-Weltmeisterschaften 2014
Die 27. Mountainbike-Weltmeisterschaften fanden vom 2. bis 7. September 2014 in Norwegen statt. Austragungsorte waren Lillehammer und Hafjell (Gemeinde Øyer). Norwegen war damit zum ersten Mal Gastgeber der Mountainbike-Weltmeisterschaften. Eine Woche zuvor, vom 21. bis 26. August, hatten dort bereits die Masters-Weltmeisterschaften stattgefunden.

## Cross Country

### Männer
| Platz | Land | Sportler              | Zeit      |
| ----- | ---- | --------------------- | --------- |
| 1     | FRA  | Julien Absalon        | 1:27:06 h |
| 2     | SUI  | Nino Schurter         | 1:28:57 h |
| 3     | ITA  | Marco Aurelio Fontana | 1:30:54 h |

Datum: 6. September 2014, 14:30 Uhr

Ort: Hafjell

### Frauen
| Platz | Land | Sportlerin        | Zeit      |
| ----- | ---- | ----------------- | --------- |
| 1     | CAN  | Catharine Pendrel | 1:31:30 h |
| 2     | RUS  | Irina Kalentjewa  | 1:31:51 h |
| 3     | USA  | Lea Davison       | 1:32:13 h |

Datum: 6. September 2014, 12:00 Uhr

Ort: Hafjell

### Männer U23
| Platz | Land | Sportler                | Zeit      |
| ----- | ---- | ----------------------- | --------- |
| 1     | NED  | Michiel van der Heijden | 1:18:40 h |
| 2     | FRA  | Jordan Sarrou           | 1:19:29 h |
| 3     | USA  | Howard Grotts           | 1:19:52 h |

Datum: 5. September 2014, 15:30 Uhr

Ort: Hafjell

### Frauen U23
| Platz | Land | Sportlerin       | Zeit      |
| ----- | ---- | ---------------- | --------- |
| 1     | SUI  | Jolanda Neff     | 1:17:49 h |
| 2     | FRA  | Margot Moschetti | 1:19:36 h |
| 3     | SUI  | Linda Indergand  | 1:19:42 h |

Datum: 5. September 2014, 13:00 Uhr

Ort: Hafjell

### Junioren
| Platz | Land | Sportler          | Zeit      |
| ----- | ---- | ----------------- | --------- |
| 1     | DEN  | Simon Andreassen  | 1:08:49 h |
| 2     | COL  | Egan Bernal       | 1:09:26 h |
| 3     | GER  | Luca Schwarzbauer | 1:09:27 h |

Datum: 4. September 2014, 15:00 Uhr

Ort: Hafjell

### Juniorinnen
| Platz | Land | Sportlerin    | Zeit      |
| ----- | ---- | ------------- | --------- |
| 1     | SUI  | Nicole Koller | 1:06:16 h |
| 2     | DEN  | Malene Degn   | 1:07:22 h |
| 3     | SUI  | Sina Frei     | 1:07:43 h |

Datum: 4. September 2014, 13:00 Uhr

Ort: Hafjell

### Staffel
| Platz | Land | Sportler                                                        | Zeit      |
| ----- | ---- | --------------------------------------------------------------- | --------- |
| 1     | FRA  | Jordan Sarrou Hugo Pigeon Pauline Ferrand-Prévot Maxime Marotte | 52,02 min |
| 2     | SUI  | Andri Frischknecht Filippo Colombo Jolanda Neff Nino Schurter   | 52,47 min |
| 3     | CZE  | Kryštof Bogar Jan Rajchart Kateřina Nash Jaroslav Kulhavý       | 52,57 min |

Datum: 3. September 2014, 16:00 Uhr

Ort: Hafjell

## Cross Country Eliminator

### Männer
| Platz | Land | Sportler          |
| ----- | ---- | ----------------- |
| 1     | BEL  | Fabrice Mels      |
| 2     | SWE  | Emil Lindgren     |
| 3     | FRA  | Kévin Miquel      |
| 4     | AUT  | Daniel Federspiel |

Datum: 2. September 2014, 17:00 Uhr

Ort: Hafjell

### Frauen
| Platz | Land | Sportlerin          |
| ----- | ---- | ------------------- |
| 1     | SUI  | Kathrin Stirnemann  |
| 2     | SUI  | Linda Indergand     |
| 3     | NOR  | Ingrid Bøe Jacobsen |
| 4     | SWE  | Jenny Rissveds      |

Datum: 2. September 2014, 17:00 Uhr

Ort: Hafjell

## Downhill

### Männer
| Platz | Land | Sportler       | Zeit         |
| ----- | ---- | -------------- | ------------ |
| 1     | GBR  | Gee Atherton   | 3:23,769 min |
| 2     | GBR  | Josh Bryceland | 3:24,176 min |
| 3     | AUS  | Troy Brosnan   | 3:24,335 min |

Datum: 7. September 2014, 13:30 Uhr

Ort: Hafjell

### Frauen
| Platz | Land | Sportlerin      | Zeit         |
| ----- | ---- | --------------- | ------------ |
| 1     | GBR  | Manon Carpenter | 3:49,407 min |
| 2     | GBR  | Rachel Atherton | 3:49,495 min |
| 3     | GBR  | Tahnée Seagrave | 3:52,870 min |

Datum: 7. September 2014, 12:15 Uhr

Ort: Hafjell

### Junioren
| Platz | Land | Sportler         | Zeit         |
| ----- | ---- | ---------------- | ------------ |
| 1     | FRA  | Loris Vergier    | 3:29,090 min |
| 2     | GBR  | Laurie Greenland | 3:34,080 min |
| 3     | IRL  | Jacob Dickson    | 3:36,384 min |

Datum: 7. September 2014, 10:15 Uhr

Ort: Hafjell

### Juniorinnen
| Platz | Land | Sportlerin       | Zeit         |
| ----- | ---- | ---------------- | ------------ |
| 1     | AUS  | Tegan Molloy     | 4:16,816 min |
| 2     | FRA  | Viktoria Gimenez | 4:23,041 min |
| 3     | FRA  | Marine Cabirou   | 4:45,130 min |

Datum: 7. September 2014, 10:15 Uhr

Ort: Hafjell

## Trials

### Männer 26"
| Platz | Land | Sportler           | Punkte |
| ----- | ---- | ------------------ | ------ |
| 1     | FRA  | Gilles Coustellier | 16     |
| 2     | FRA  | Aurélien Fontenoy  | 30     |
| 3     | BEL  | Kenny Belaey       | 32     |

Datum: 6. September 2014, 18:00 Uhr

Ort: Lillehammer

### Männer 20"
| Platz | Land | Sportler       | Punkte |
| ----- | ---- | -------------- | ------ |
| 1     | ESP  | Benito Ros     | 5      |
| 2     | ESP  | Abel Mustieles | 8      |
| 3     | GER  | Raphael Pils   | 24     |

Datum: 5. September 2014, 18:00 Uhr

Ort: Lillehammer

### Junioren 26"
| Platz | Land | Sportler         | Punkte |
| ----- | ---- | ---------------- | ------ |
| 1     | GBR  | Jack Carthy      | 3      |
| 2     | ESP  | Sergi Llongueras | 10     |
| 3     | GER  | Dominik Oswald   | 22     |

Datum: 6. September 2014, 16:00 Uhr

Ort: Lillehammer

### Junioren 20"
| Platz | Land | Sportler       | Punkte |
| ----- | ---- | -------------- | ------ |
| 1     | GER  | Dominik Oswald | 5      |
| 2     | ESP  | Oriol Roca     | 8      |
| 3     | FRA  | Alex Rudeau    | 16     |

Datum: 5. September 2014, 16:00 Uhr

Ort: Lillehammer

### Frauen
| Platz | Land | Sportlerin        | Punkte |
| ----- | ---- | ----------------- | ------ |
| 1     | SLK  | Tatiana Janíčková | 4      |
| 2     | GER  | Nina Reichenbach  | 15     |
| 3     | ESP  | Gemma Abant       | 18     |

Datum: 5. September 2014, 10:00 Uhr

Ort: Lillehammer

### Team
| Platz | Land | Sportler                                                                         | Punkte |
| ----- | ---- | -------------------------------------------------------------------------------- | ------ |
| 1     | GER  | Dominik Oswald Raphael Pils Moritz Mettenheimer Hannes Herrmann Nina Reichenbach | 850    |
| 2     | FRA  | Alex Rudeau Aurélien Fontenoy Nicolas Vallée Vincent Hermance Marion Porcher     | 830    |
| 3     | ESP  | Oriol Roca Abel Mustieles Sergi Llongueras Rafael Tibau Gemma Abant              | 820    |

Datum: 5. September 2014

Ort: Lillehammer

## Medaillenspiegel
Stand nach 15 Wettbewerben
| Platz | Land                   | Gold | Silber | Bronze | Gesamt |
| ----- | ---------------------- | ---- | ------ | ------ | ------ |
| 1     | Frankreich             | 5    | 5      | 4      | 14     |
| 2     | Schweiz                | 3    | 3      | 2      | 8      |
| 3     | Vereinigtes Königreich | 2    | 3      | 1      | 6      |
| 4     | Deutschland            | 2    | 1      | 3      | 6      |
| 5     | Spanien                | 1    | 3      | 2      | 6      |
| 6     | Dänemark               | 1    | 1      | –      | 2      |
| 7     | Belgien                | 1    | –      | 1      | 2      |
| 8     | Kanada                 | 1    | –      | –      | 1      |
|       | Niederlande            | 1    | –      | –      | 1      |
|       | Slowakei               | 1    | –      | –      | 1      |
|       | Südafrika              | 1    | –      | –      | 1      |
| 12    | Kolumbien              | –    | 1      | –      | 1      |
|       | Russland               | –    | 1      | –      | 1      |
|       | Schweden               | –    | 1      | –      | 1      |
| 15    | Vereinigte Staaten     | –    | –      | 2      | 2      |
| 16    | Australien             | –    | –      | 1      | 1      |
|       | Italien                | –    | –      | 1      | 1      |
|       | Norwegen               | –    | –      | 1      | 1      |
|       | Tschechien             | –    | –      | 1      | 1      |